# 15ns Premis del Cinema Europeu
Els 15ns Premis del Cinema Europeu, presentats per l'Acadèmia del Cinema Europeu, van reconèixer l'excel·lència del cinema europeu. La cerimònia va tenir lloc el 7 de desembre de 2002 al Teatro dell'Opera di Roma. Els presentadors de la cerimònia foren l'actor i presentador anglès Mel Smith i l'actriu italiana Asia Argento.

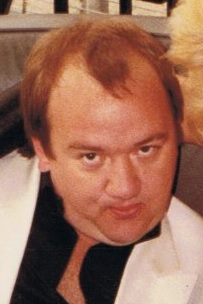
Mel Smith, presentador de l'edició

Els 1.600 membres de l'Acadèmia van seleccionar 37 llargmetratges europeus (7 d'ells espanyols), d'entre els quals van seleccionar els candidats per a cada categoria en una votació de primera volta. Com l'any anterior, es van lliurar premis en setze categories. Les dues produccions amb més nominacions foren la finlandesa Mies vailla menneisyyttä d'Aki Kaurismäki (sis) i l'espanyola Hable con ella de Pedro Almodóvar (cinc).

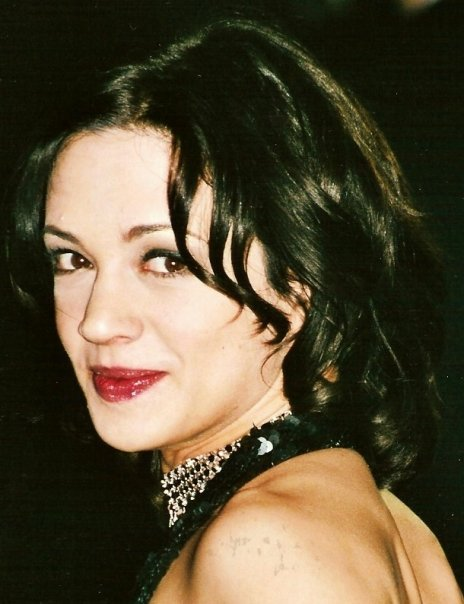
Asia Argento, copresentadora de l'edició

Finalment, la gran triomfadora fou la pel·lícula d'Almodóvar, que va guanyar els premis a la millor pel·lícula, millor director i millor guió, així com els premis del públic al millor director i al millor actor per Javier Cámara. El premi a la millor actriu el van guanyar les vuit actrius protagonistes de la pel·lícula francesa 8 femmes de François Ozon A més, l'actriu espanyola Victoria Abril va rebre el premi europeu a la contribució mundial, mentre que el guionista italià Tonino Guerra va rebre el premi a la trajectòria.

## Pel·lícules seleccionades
1. 8 femmes - director: François Ozon
2. All or Nothing) dirigit per Mike Leigh
3. Angela - directora: Roberta Torre
4. Astérix et Obélix : Mission Cléopâtre - director: Alain Chabat
5. BabÍ léto - director: Vladimir Michálek
6. Bella Martha - directora: Sandra Nettelbeck
7. Bloody Sunday dirigit per Paul Greengrass
8. Brucio nel vento - director: Silvio Soldini
9. Dekapentavgustos - dirigit per Konstantinos Giannaris
10. Elsker dig for evigt - director: Susanne Bier
11. En construcció - director: José Luis Guerín
12. En la ciudad sin límites - dirigida per Antonio Hernández
13. Felhő a Gangesz felett - director: Gábor Dettre
14. Menja d'amor - dirigit per Ventura Pons
15. Hable con ella) - director: Pedro Almodóvar
16. Hafið - director: Baltasar Kormákur
17. Halbe Treppe - director: Andreas Dresen
18. Heaven dirigida per Tom Tykwer
19. Josephine - dirigida per Rajko Grlić
20. Kísértések – director: Zoltán Kamondi
21. Laissez-passer - Director: Bertrand Tavernier
22. Le Fils - dirigida per Jean-Pierre i Luc Dardenne
23. Lilja 4-ever - director: Lukas Moodysson
24. L'ora di religione - director: Marco Bellocchio
25. Luce dei miei occhi - director: Giuseppe Piccioni
26. Lucía y el sexo - director: Julio Medem
27. Dilluns al matí - director: Otar Iosseliani
28. Mies vailla menneisyytta - director: Aki Kaurismäki
29. Morvern Callar dirigida per Lynne Ramsay
30. Nirgendwo in Afrika - director: Caroline Link
31. L'arca russa (Русский ковчег) - director: Aleksandr Sokúrov
32. Små ulykker - director: Annette K. Olesen
33. Srbija godine nulte - director: Goran Marković
34. Llegeix-me els llavis - director: Jacques Audiard
35. Sweet Sixteen dirigit per Ken Loach
36. El pianista  dirigit per Roman Polański
37. Voina (Война) - director: Aleksei Balabànov

## Guanyadors i nominats
Els guanyadors estan en fons groc i en negreta.

### Millor pel·lícula europea
| Títol                    | Director(s)     | Productor(s)                               | País                        |
| ------------------------ | --------------- | ------------------------------------------ | --------------------------- |
| Hable con ella           | Pedro Almodóvar | Agustín Almodóvar                          | Espanya                     |
| Bend It Like Beckham     | Gurinder Chadha | Deepak Nayare                              | Regne Unit                  |
| Bloody Sunday            | Paul Greengrass | Mark Redhead                               | Regne Unit                  |
| 8 femmes                 | François Ozon   | Olivier Delbosc Marc Missonnier            | França                      |
| Lilja 4-ever             | Lukas Moodysson | Lars Jönsson                               | Suècia                      |
| Mies vailla menneisyyttä | Aki Kaurismäki  | Aki Kaurismäki                             | Finlàndia, Alemanya, França |
| The Magdalene Sisters    | Peter Mullan    | David Crane                                | Regne Unit                  |
| El pianista              | Roman Polanski  | Robert Benmussa Roman Polanski Alain Sarde | Polònia, França, Alemanya   |

### Premi Fassbinder
| Títol                              | Director(s)                      | Productor(s)                                               | País       |
| ---------------------------------- | -------------------------------- | ---------------------------------------------------------- | ---------- |
| Hukkle                             | György Pálfi                     | Csaba Bereczky András Böhm                                 | Hongria    |
| Due amici                          | Spiro Scimone Francesco Sframeli | Andrea Nuzzolo                                             | Itàlia     |
| Nichts bereuen                     | Benjamin Quabeck                 | Michael Schaefer                                           | Alemanya   |
| Respiro                            | Emanuele Crialese                | Raphaël Berdugo Domenico Procacci Anne-Dominique Toussaint | Itàlia     |
| Små ulykker                        | Annette K. Olesen                | Ib Tardini                                                 | Dinamarca  |
| Smoking Room                       | Roger Gual Julio D. Wallovits    | Quique Camín José M. Piera                                 | Espanya    |
| Szép napok                         | Kornél Mundruczó                 | -                                                          | Hongria    |
| The Warrior                        | Asif Kapadia                     | Bertrand Faivre                                            | Regne Unit |
| Varuh meje                         | Maja Weiss                       | Ida Weiss                                                  | Eslovènia  |
| Wesh wesh, qu'est-ce qui se passe? | Rabah Ameur-Zaïmeche             | -                                                          | França     |
| Zmei                               | Aleksei Muradov                  | -                                                          | Rússia     |

### Millor director europeu
| Receptor(s)       | Títol                    |
| ----------------- | ------------------------ |
| Pedro Almodóvar   | Hable con ella           |
| Marco Bellocchio  | L'ora di religione       |
| Andreas Dresen    | Halbe Treppe             |
| Aki Kaurismäki    | Mies vailla menneisyyttä |
| Mike Leigh        | All or Nothing           |
| Ken Loach         | Sweet Sixteen            |
| Roman Polański    | El pianista              |
| Aleksandr Sokúrov | L'arca russa             |

### Millor actriu europea
| Receptor(s) | Títol                     |
| --- | ------------------------- |
| Catherine Deneuve, Isabelle Huppert, Emmanuelle Béart, Fanny Ardant, Virginie Ledoyen, Danielle Darrieux, Ludivine Sagnier, Firmine Richard | 8 femmes                  |
| Oksana Akinshina | Lilja 4-Ever              |
| Emmanuelle Devos | Llegeix-me els llavis     |
| Martina Gedeck | Bella Martha              |
| Laura Morante | Un viaggio chiamato amore |
| Samantha Morton | Morvern Callar            |
| Kati Outinen | Mies vailla menneisyyttä  |

### Millor actor europeu
| Receptor(s)        | Títol                           |
| ------------------ | ------------------------------- |
| Sergio Castellitto | Bella Martha L'ora di religione |
| Javier Bardem      | Los lunes al sol                |
| Javier Cámara      | Hable con ella                  |
| Martin Compston    | Sweet Sixteen                   |
| Olivier Gourmet    | Le fils                         |
| Markku Peltola     | Mies vailla menneisyyttä        |
| Timothy Spall      | All or Nothing                  |

### Millor guió europeu
| Receptor(s)                                 | Títol                    |
| ------------------------------------------- | ------------------------ |
| Pedro Almodóvar                             | Hable con ella           |
| Tonino Benacquista · Jacques Audiard        | Llegeix-me els llavis    |
| Paul Greengrass                             | Bloody Sunday            |
| Aki Kaurismäki                              | Mies vailla menneisyyttä |
| Krzysztof Kieślowski · Krzysztof Piesiewicz | Heaven                   |
| Paul Laverty                                | Sweet Sixteen            |
| François Ozon                               | 8 femmes                 |

### Millor fotografia
| Receptor(s)          | Títol                    |
| -------------------- | ------------------------ |
| Paweł Edelman        | El pianista              |
| Javier Aguirresarobe | Hable con ella           |
| Tilman Büttner       | L'arca russa             |
| Frank Griebe         | Heaven                   |
| Alwin H. Küchler     | Morvern Callar           |
| Timo Salminen        | Mies vailla menneisyyttä |
| Ivan Strasburg       | Bloody Sunday            |

### Millor documental - Prix arte
| Títol                                | Director(s)                                  | País                                          |
| ------------------------------------ | -------------------------------------------- | --------------------------------------------- |
| Être et avoir                        | Nicolas Philibert                            | França                                        |
| Alt om min far                       | Even Benestad                                | Noruega / Dinamarca                           |
| Clownin' Kabul                       | Enzo Balestrieri Stefano Moser               | Itàlia                                        |
| Fellini, je suis un grand menteur    | Damian Pettigrew                             | França / Itàlia / Regne Unit                  |
| Im toten Winkel - Hitlers Sekretärin | André Heller Othmar Schmiderer               | Àustria                                       |
| Le Peuple migrateur                  | Jacques Perrin Jacques Cluzaud Michel Debats | França / Alemanya / Itàlia / Espanya / Suïssa |
| Lost in La Mancha                    | Keith Fulton Louis Pepe                      | Regne Unit / Estats Units                     |
| Missing Allen - Wo ist Allen Ross?   | Christian Bauer                              | Alemanya / Estats Units                       |
| Muraren                              | Stefan Jarl                                  | Suècia                                        |

### Millor curtmetratge
Els nominats al millor curtmetratge foren seleccionats per un jurat independent a diversos festivals de cinema d'arreu d'Europa.
| Títol                   | Director(s)       | País                 | Festival                  |
| ----------------------- | ----------------- | -------------------- | ------------------------- |
| 10 minuta               | Ahmed Imamović    | Bòsnia i Hercegovina | Festival de Sarajevo      |
| Muno                    | Bouli Lanners     | Bèlgica              | Festival de Gant          |
| Nouvelle de la tour L   | Samuel Benchetrit | França               | Seminci                   |
| Nuit de noces           | Olga Baillif      | Bèlgica / França     | Festival d'Angers         |
| Relativity              | Virginia Heath    | Regne Unit           | Festival de Berlín        |
| Kuvastin                | Tatu Pohjavirta   | Finlàndia            | Festival de Tampere       |
| Mi-temps                | Mathias Gokalp    | França               | Festival de Cracòvia      |
| Bror min                | Jens Jonsson      | Suècia               | Festival de Grimstad      |
| Ce vieux rêve qui bouge | Alain Guiraudie   | França               | Festival de Vila do Conde |
| Procter                 | Joachim Trier     | Noruega / Regne Unit | Festival d'Edimburg       |
| Kalózok szeretöje       | Zsofia Péterffy   | Hongria              | Festival de Venècia       |

### Millor pel·lícula no europea
| Títol                    | Director           | Productor                                                  | País         |
| ------------------------ | ------------------ | ---------------------------------------------------------- | ------------ |
| Yadon ilaheyya           | Elia Suleiman      | Humbert Balsan                                             | Palestina    |
| 8 Mile                   | Curtis Hanson      | Curtis Hanson Brian Grazer Jimmy Iovine                    | Estats Units |
| Cidade de Deus           | Fernando Meirelles | Andrea Barata Ribeiro                                      | Brasil       |
| Lluny del cel            | Todd Haynes        | Jody Allen Christine Vachon                                | Estats Units |
| Minority Report          | Steven Spielberg   | Gerald R. Molen Bonnie Curtis Walter F. Parkes Jan de Bont | Estats Units |
| My Big Fat Greek Wedding | Joel Zwick         | Tom Hanks                                                  | Estats Units |
| El viatge de Chihiro     | Hayao Miyazaki     | Toshio Suzuki                                              | Japó         |
| Spider                   | David Cronenberg   | Samuel Hadida                                              | Canadà       |

### Premis del Públic
Els guanyadors dels Premis Jameson Escollit pel Públic van ser escollits per votació en línia.

#### Millor director
| Receptor(s)                | Títol                            |
| -------------------------- | -------------------------------- |
| Pedro Almodóvar            | Hable con ella                   |
| Sergio Castellitto         | L'ora di religione               |
| Cristina Comencini         | Il più bel giorno della mia vita |
| Jean-Pierre i Luc Dardenne | Le fils                          |
| Andreas Dresen             | Halbe Treppe                     |
| Paul Greengrass            | Bloody Sunday '                  |
| Aki Kaurismäki             | Mies vailla menneisyyttä         |
| Cédric Klapisch            | Una casa de bojos                |
| Mike Leigh                 | All or Nothing                   |
| Annette K. Olesen          | Små ulykker                      |
| François Ozon              | 8 femmes                         |
| Silvio Soldini             | Brucio nel vento                 |

#### Millor actor
| Receptor(s)        | Títol                               |
| ------------------ | ----------------------------------- |
| Javier Cámara      | Hable con ella                      |
| Hugh Bonneville    | Iris                                |
| Jim Broadbent      | Iris                                |
| Adrien Brody       | El pianista                         |
| Vincent Cassel     | Llegeix-me els llavis               |
| Sergio Castellitto | L'ora di religione                  |
| Alain Chabat       | Astérix & Obélix: Mission Cléopâtre |
| Martin Compston    | Sweet Sixteen                       |
| Ralph Fiennes      | Spider                              |
| Olivier Gourmet    | Le fils                             |
| Luigi Lo Cascio    | Luce dei miei occhi                 |
| Ulrich Tukur       | Amen.                               |

#### Millor actriu
| Receptor(s)      | Títol                    |
| ---------------- | ------------------------ |
| Kate Winslet     | Iris                     |
| Victoria Abril   | Sin noticias de Dios     |
| Fanny Ardant     | 8 femmes                 |
| Ariane Ascaride  | Marie-Jo et ses 2 amours |
| Judi Dench       | Iris                     |
| Emmanuelle Devos | Llegeix-me els llavis    |
| Isabelle Huppert | 8 femmes                 |
| Helen Mirren     | Gosford Park             |
| Parminder Nagra  | Bend It Like Beckham     |
| Maggie Smith     | Gosford Park             |
| Paprika Steen    | Okay                     |
| Emily Watson     | Gosford Park             |

### Premi FIPRESCI
- Sweet Sixteen de Ken Loach

### Premi del mèrit europeu al Cinema Mundial
- Victoria Abril

### Premi a la carrera
- Tonino Guerra

## Galeria

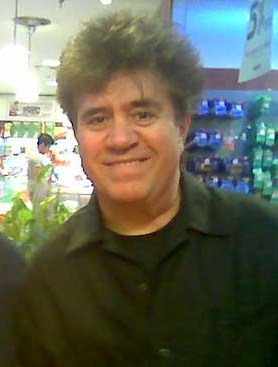
Pedro Almodóvar (millor pel·lícula, director i guió)
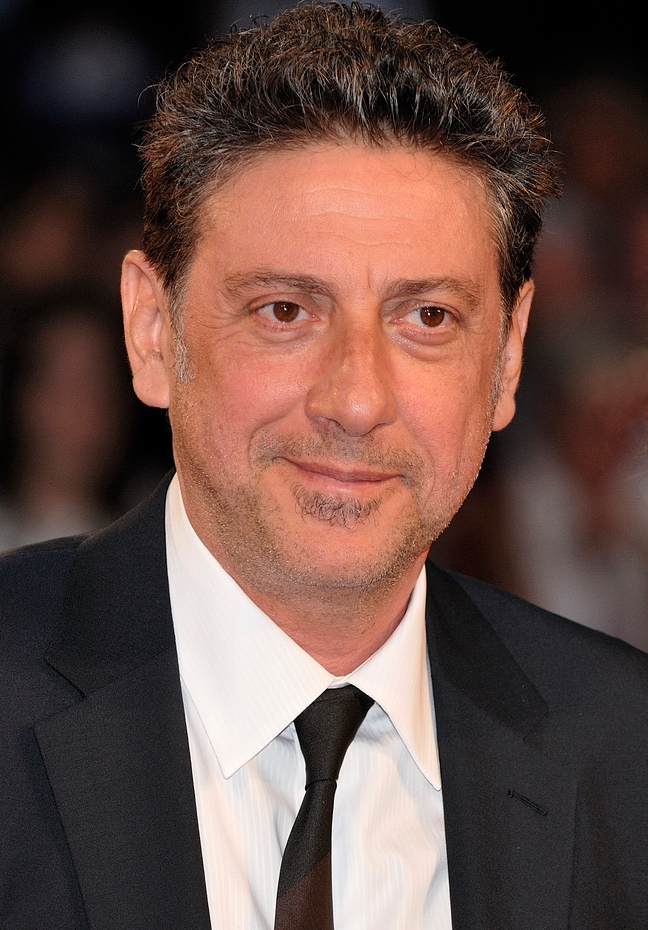
Sergio Castellitto, millor actor
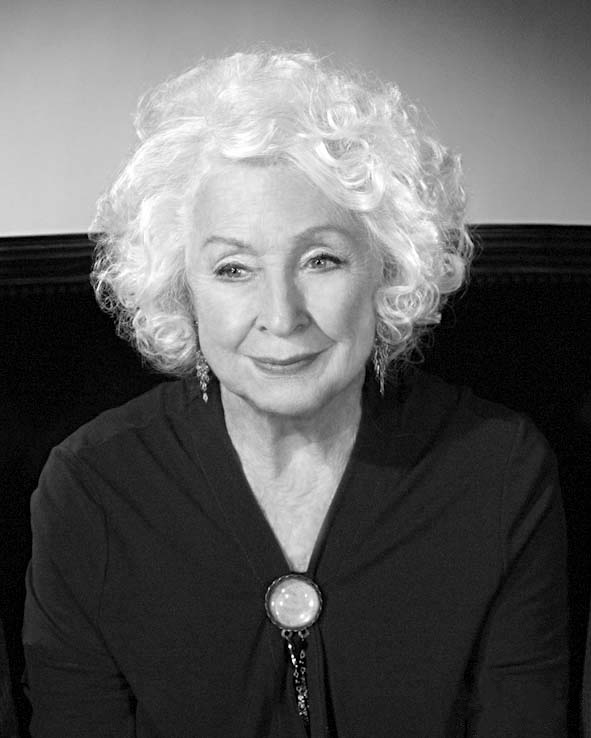
Danielle Darrieux, millor actriu
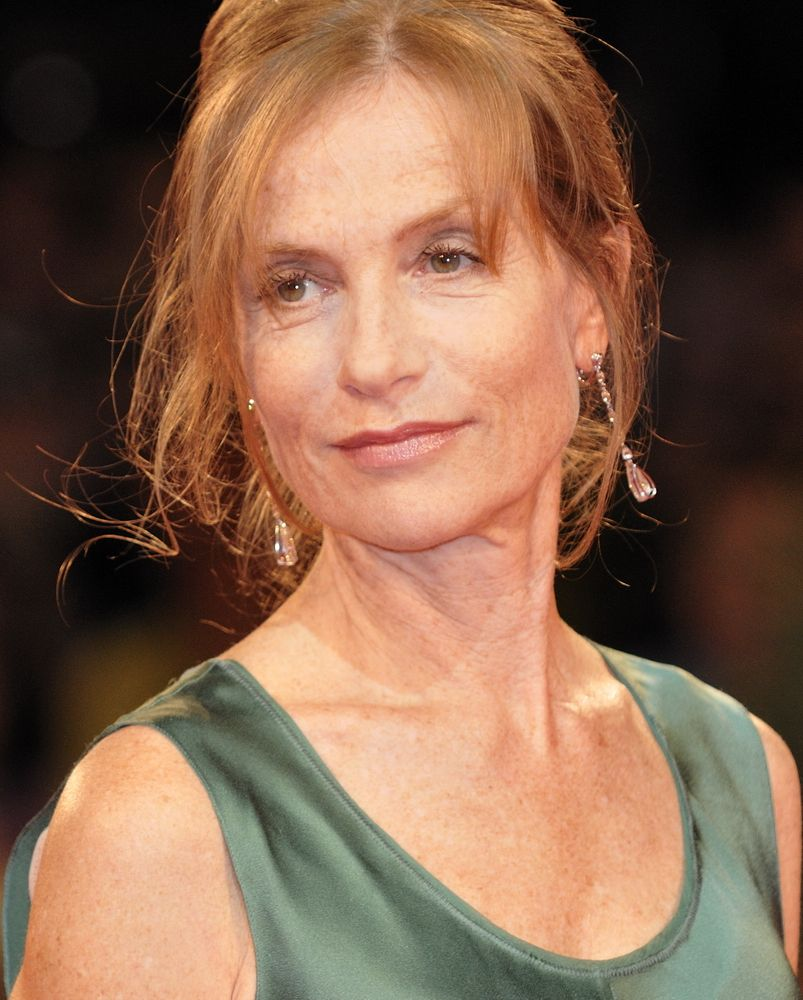
Isabelle Huppert, millor actriu
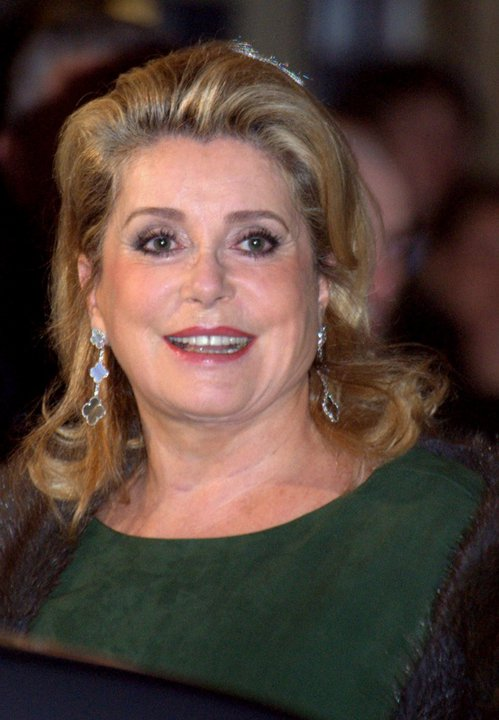
Catherine Deneuve, millor actriu
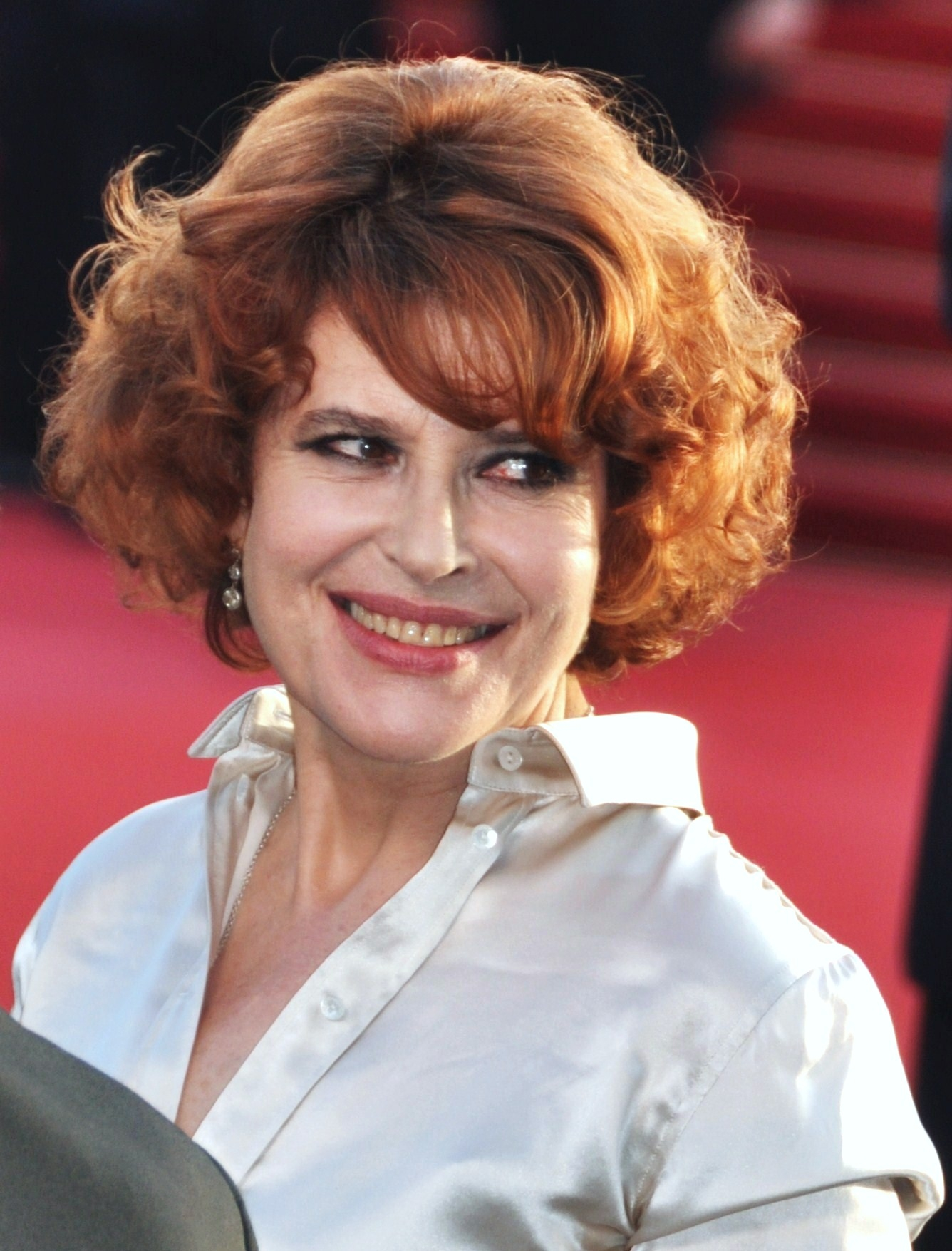
Fanny Ardant, millor actriu
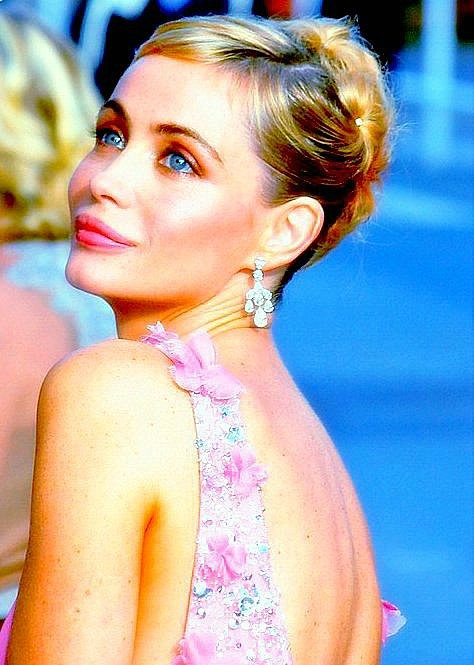
Emmanuelle Béart, millor actriu
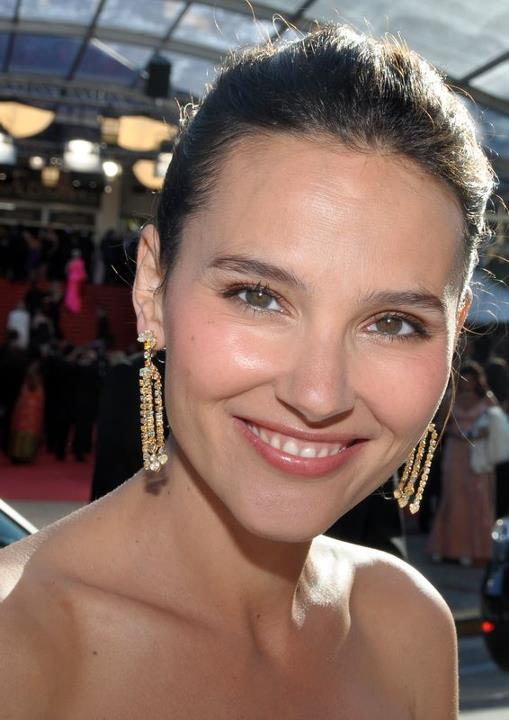
Virginie Ledoyen, millor actriu
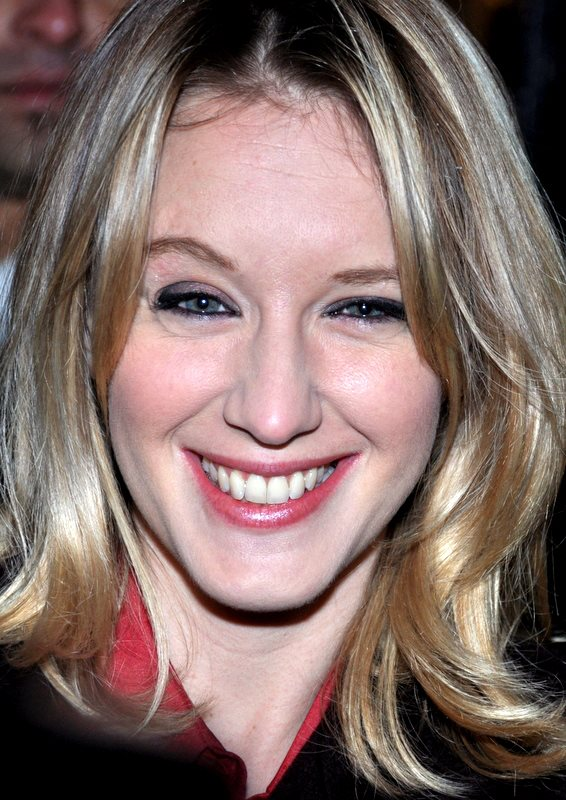
Ludivine Sagnier, millor actriu
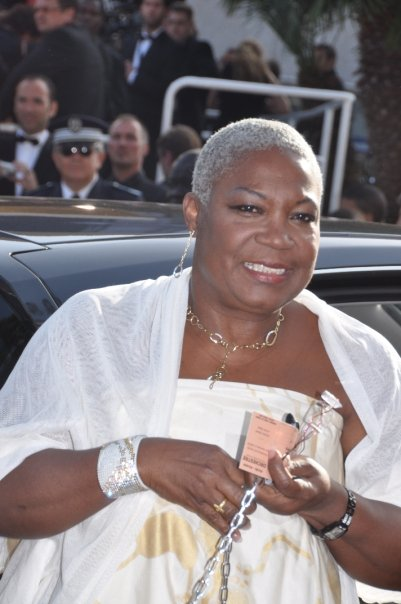
Firmine Richard, millor actriu
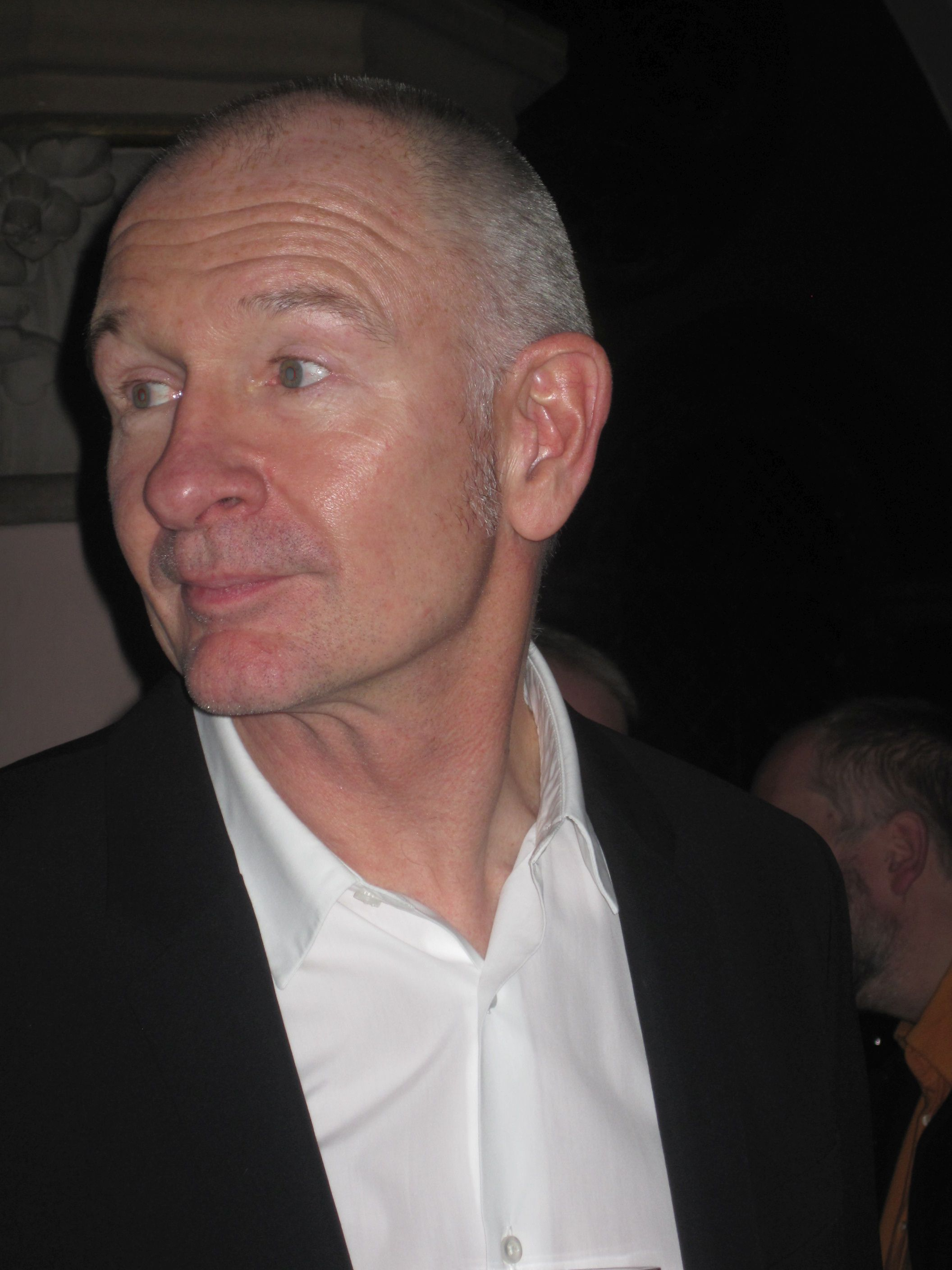
Pawel Edelman, millor fotografia
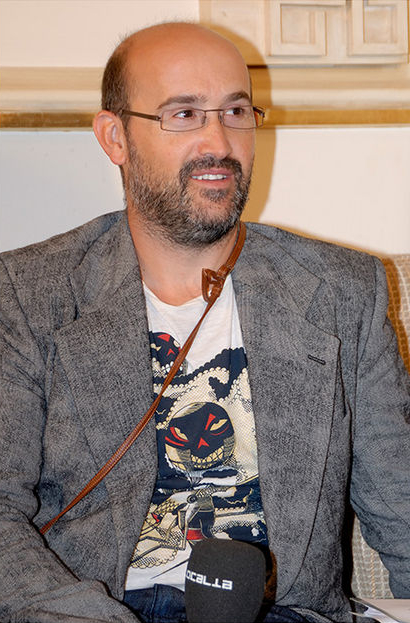
Javier Cámara, millor actor (públic)
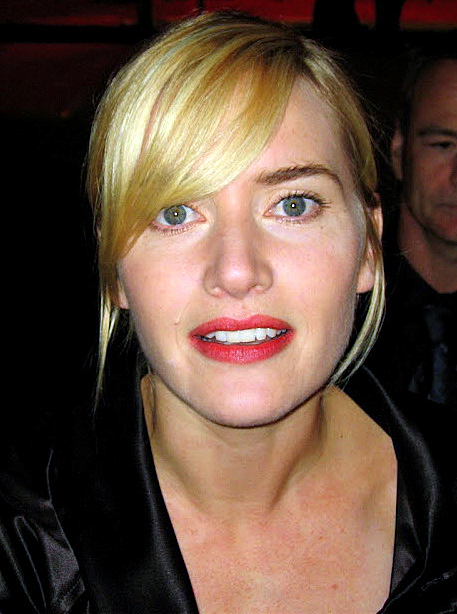
Kate Winslet, millor actriu (públic)
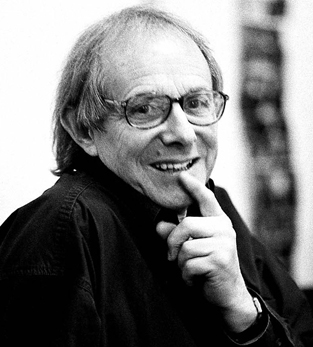
Ken Loach, premi Fipresci
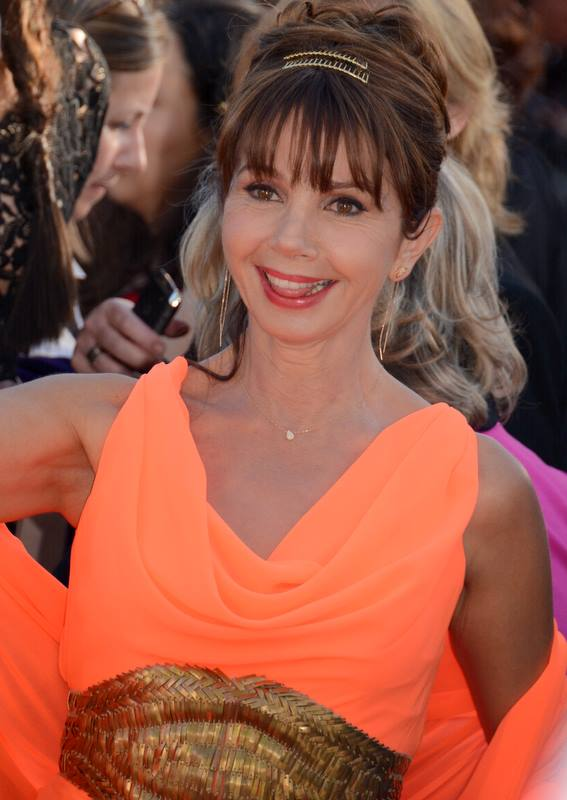
Victoria Abril, millor contribució
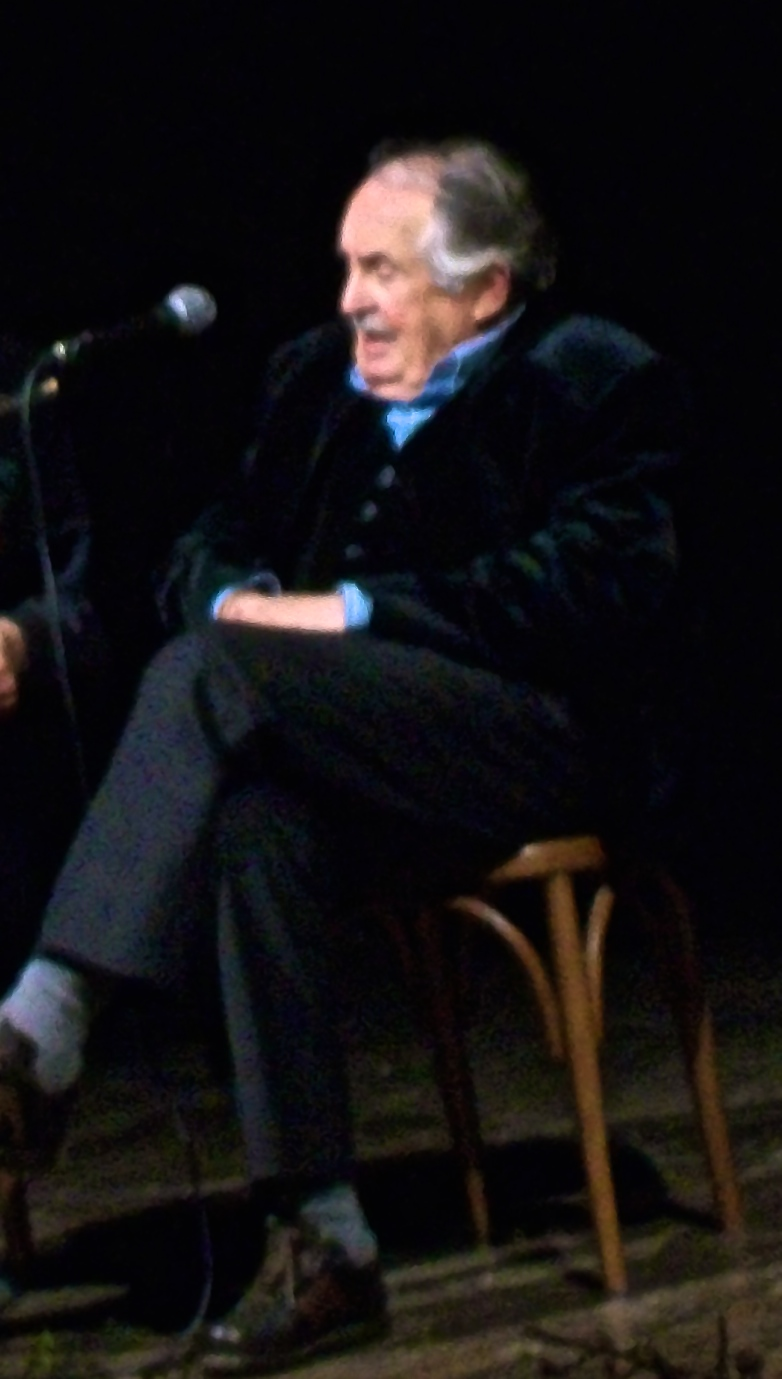
Tonino Guerra, premi a la trajectòria